# Saint-Privat-de-Vallongue
Saint-Privat-de-Vallongue là một xã ở tỉnh Lozère trong vùng Occitanie, phía nam nước Pháp.